# Sopatros z Apamei
Sopatros z Apamei – filozof platoński szkoły syryjskiej. Uczeń Jamblicha. Mieszkał w Konstantynopolu, gdzie początkowo miał duże wpływy na dworze cesarskim, lecz ostatecznie został skazany i stracony za uprawianie magii.